# Мауро Сімонетті
Мауро Сімонетті (італ. Mauro Simonetti, 14 липня 1948 — 31 грудня 1986) — італійський велогонщик.
Бронзовий призер Олімпійських Ігор 1968 року в роздільній командній гонці.